# 葫芦茎虾脊兰
葫芦茎虾脊兰（学名：Calanthe labrosa）为兰科虾脊兰属下的一个种。

## 扩展阅读
- 維基物種上的相關：葫芦茎虾脊兰